# Wassili Wassiljewitsch Prontschischtschew

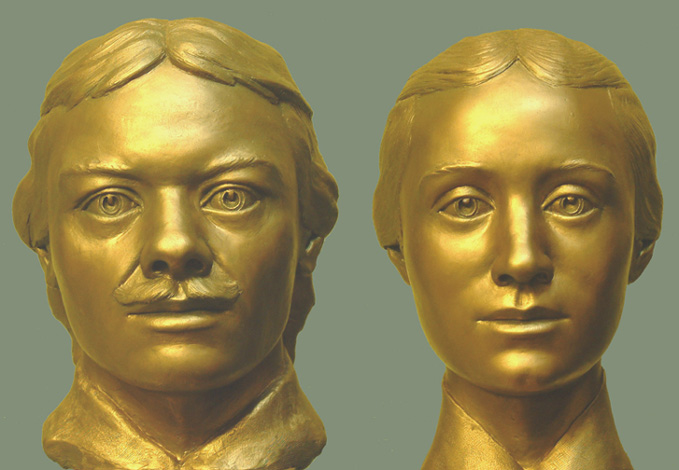
Wassili Prontschischtschew und seine Frau Maria (forensische Gesichtsrekonstruktion von S. A. Nikitin)

Wassili Wassiljewitsch Prontschischtschew (russisch Василий Васильевич Прончищев; * 1702; † 29. Augustjul. / 9. September 1736greg. in der Laptewsee) war ein russischer Entdecker und Polarforscher.

## Leben
Prontschischtschew kam 1718 nach St. Petersburg und absolvierte die Ausbildung an der Akademie der Marinegarde zusammen mit Semjon Tscheljuskin, Chariton Laptew und Dmitri Laptew. Gleichzeitig fuhr Prontschischtschew als Steuermann-Lehrling auf Schiffen der Baltischen Flotte. 1722 nahm er am Persischen Feldzug Peters I teil.
Prontschischtschew gehörte mit Pieter Lassenius und Iwan Koschelew zur Prüfungskommission für Steuermänner, Untersteuermänner und  Steuermann-Lehrlinge in Kronstadt. Einer der Prüflinge war Andrei Welikopolski.
1733 wurde der Marineoffizier Prontschischtschew zum Leiter des Lena-Jenissei-Kommandos der nördlichen Gruppe der Zweiten Kamtschatkaexpedition ernannt. Die Gruppe sollte die gesamte Küste zwischen Archangelsk und der heutigen Beringstraße vermessen und kartographisch erfassen. Hintergedanke war die Suche nach der Nordostpassage.
Prontschischtschews Plan sah vor, im Landesinneren am Ob und an der Lena Schiffe zu bauen, die dann bis zu den jeweiligen Flussmündungen segeln und von dort aus die Küste erkunden sollten. Ein in Tobolsk am Ob gebautes Schiff sollte von der Mündung aus nach Osten segeln und mit einem an der Lena gebauten Schiff zusammentreffen, das seinerseits nach Westen segeln sollte. Ein drittes, ebenfalls an der Lena gebautes Schiff erhielt den Auftrag, ostwärts bis nach Kamtschatka zu fahren.
Prontschischtschew selbst segelte von Jakutsk kommend die Lena flussabwärts. Aufgrund eines Navigationsfehlers im Lena-Delta überwinterte er 1735 an der Mündung des Olenjoks. 1736 erreichte er die Ostküste der Taimyrhalbinsel. Die Expedition stand jedoch unter keinem guten Stern: Zahlreiche Mannschaftsmitglieder erkrankten und starben an Skorbut. Während der versuchten Umfahrung der Halbinsel starben 1736 schließlich auch Prontschischtschew und seine Frau Maria (oder Tatjana), die ihn begleitet hatte.
Trotz des unglücklichen Endes war die Expedition aus wissenschaftlicher Sicht erfolgreich: Sie brachte die ersten genauen Karten des Lena-Laufes und der nordsibirischen Küstenlinie zwischen Lenamündung und der Taimyrhalbinsel. Des Weiteren entdeckte Prontschischtschew zahlreiche Inseln entlang der Küste.
Nach Prontschischtschew ist ein Teil der Ostküste Taimyrs und der Prontschischtschew-Rücken zwischen Olenjok und Anabar benannt, an seine Ehefrau und Begleiterin erinnert der Name einer Bucht in der Laptewsee.